# The Great Gig in the Sky
The Great Gig in the Sky (auf Deutsch: „Der große Auftritt im Himmel“) ist ein aus dem Jahre 1973 stammendes Musikstück der Rockband Pink Floyd, das auf dem Album The Dark Side of the Moon veröffentlicht wurde.

## Beschreibung
Das Stück ist eine Instrumentalkomposition von Richard Wright mit einem Gesangspart der Sängerin und Mitautorin Clare Torry. Torry singt in diesem Part keinen Text, sondern setzt ihre Stimme ähnlich einem Musikinstrument zur melodischen Improvisation ein. Charakteristisch für das Stück ist außerdem der Klavierteil Richard Wrights am Anfang und am Ende.
Trotz des fehlenden Gesangtextes lässt sich erkennen, dass es in The Great Gig in the Sky um das Thema Tod geht. Dies hört man an dem kurzen gesprochenen Text von Gerry O’Driscoll, dem Hausmeister der Abbey Road Studios, im Anfangsteil des Stückes, der den folgenden Satz spricht: “And I am not frightened of dying. Any time will do; I don’t mind. Why should I be frightened of dying? There's no reason for it — you’ve gotta go sometime.” (auf Deutsch: „Und ich habe keine Angst vorm Sterben. Jederzeit ist recht, es ist mir egal. Warum sollte ich mich vorm Sterben fürchten? Es gibt keinen Grund dafür – irgendwann musst du ja gehen“). Gegen Ende des Stücks hört man eine Frauenstimme sagen: “I never said I was frightened of dying.” („Ich habe nie gesagt, dass ich Angst vorm Sterben habe.“)
Vor dem Erscheinen des Albums gab es bereits frühere Konzertversionen des Stückes unter dem Namen The Mortality Sequence, die keine Vokaleinlage, dafür aber verschiedene Sprechparts enthielten, die ebenfalls das Thema Tod betrafen. Spätere Versionen von The Great Gig in the Sky wurden auf dem Live-Album Pulse und dem Konzertvideo Delicate Sound of Thunder veröffentlicht. Sie enthalten statt Torrys Stimme die Vokaleinlagen verschiedener Backingsängerinnen, unter anderem von Rachel Fury, Sam Brown, Durga McBroom sowie Margret Taylor. Der Originalsong fand unter anderem in den Filmen C.R.A.Z.Y. – Verrücktes Leben und Die Silicon Valley Story Verwendung. In den frühen 90er-Jahren wurde eine Coverversion des Stückes für die Vertonung eines Werbespots des Schmerzmittels Nurofen aufgenommen, für die Clare Torry den Vokalteil neu sang.

## Clare Torry als Mitautorin
2005 führte Clare Torry, die für ihre Aufnahme lediglich 30 englische Pfund erhalten hatte, einen Rechtsstreit gegen die Band und deren Plattenfirma, um als Mitverfasserin des Stücks anerkannt zu werden. Das Gericht folgte ihrer Argumentation, und es kam zu einer außergerichtlichen Einigung, deren Details nicht öffentlich gemacht wurden. Im Booklet der DVD Pulse (2006) wird Torry als Mitautorin des Stücks aufgeführt.

## Beteiligte Musiker
- Richard Wright (Klavier, Hammond-Orgel)
- David Gilmour (Console Steel Guitar)
- Roger Waters (Bassgitarre)
- Nick Mason (Schlagzeug, Perkussion)
- Clare Torry (Gesang)

## Auszeichnungen für Musikverkäufe
| Land/Region                  | Auszeichnungen für Musikverkäufe (Land/Region, Auszeichnung, Verkäufe) | Verkäufe |
| ---------------------------- | ---------------------------------------------------------------------- | -------- |
| Italien (FIMI)               | Gold                                                                   | 25.000   |
| Vereinigtes Königreich (BPI) | Gold                                                                   | 400.000  |
| Insgesamt                    | 2× Gold ·                                                              | 425.000  |

Hauptartikel: Pink Floyd/Auszeichnungen für Musikverkäufe